# Új-kaledón légyvadász
Az új-kaledón légyvadász (Pachycephala caledonica) a madarak osztályának verébalakúak (Passeriformes) rendjébe és a légyvadászfélék (Pachycephalidae) családjába tartozó faj.

## Rendszerezése
A fajt Johann Friedrich Gmelin német természettudós írta le 1789-ben, a Muscicapa nembe Muscicapa caledonica néven.

## Alfajai
- Pachycephala caledonica caledonica (Gmelin, 1789)
- Pachycephala caledonica chlorura G. R. Gray, 1860 vagy Pachycephala chlorura
- Pachycephala caledonica cucullata (G. R. Gray, 1860)
- Pachycephala caledonica intacta Sharpe, 1900
- Pachycephala caledonica littayei E. L. Layard, 1878
- Pachycephala caledonica vanikorensis Oustalet, 1875[2]

## Előfordulása
Csendes-óceán délnyugati részén, Új-Kaledónia területén honos. Természetes élőhelyei a szubtrópusi és trópusi síkvidéki esőerdők és lombhullató erdők. Állandó, nem vonuló faj.

## Megjelenése
Testhossza 16 centiméter, testtömege 18–25 gramm.

## Életmódja
Rovarokkal táplálkozik, esetenként kisebb csigákat és magvakat is fogyaszt.

## Természetvédelmi helyzete
Az elterjedési területe kicsi, egyedszáma viszont stabil. A Természetvédelmi Világszövetség Vörös listáján nem fenyegetett fajként szerepel.